# Berhomet, Cozmeni
Berhomet, întâlnit și sub forma Berhomet pe Prut (în ucraineană Берегомет, transliterat: Berehomet și în germană Berhometh/P.) este un sat reședință de comună în raionul Cozmeni din regiunea Cernăuți (Ucraina). Are 880 locuitori, preponderent  ucraineni (ruteni).
Satul este situat pe malul râului Prut, în partea de centru a raionului Cozmeni. De această comună depind administrativ satele Clocucica și Revacăuți.

## Istorie
Localitatea Berhomet a făcut parte încă de la înființare din regiunea istorică Bucovina a Principatului Moldovei. În ianuarie 1775, ca urmare a atitudinii de neutralitate pe care a avut-o în timpul conflictului militar dintre Turcia și Rusia (1768-1774), Imperiul Habsburgic (Austria de astăzi) a primit o parte din teritoriul Moldovei, teritoriu cunoscut sub denumirea de Bucovina. După anexarea Bucovinei de către Imperiul Habsburgic în anul 1775, localitatea Berhomet a făcut parte din Ducatul Bucovinei, guvernat de către austrieci, făcând parte din districtul Cozmeni (în germană Kotzmann). 
După Unirea Bucovinei cu România la 28 noiembrie 1918, satul Berhomet a făcut parte din componența României, în Plasa Șipenițului a județului Cernăuți. Pe atunci, majoritatea populației era formată din ucraineni, existând și o comunitate de români.
Ca urmare a Pactului Ribbentrop-Molotov (1939), Bucovina de Nord a fost anexată de către URSS la 28 iunie 1940, reintrând în componența României în perioada 1941-1944. Apoi, Bucovina de Nord a fost reocupată de către URSS în anul 1944 și integrată în componența RSS Ucrainene. 
Începând din anul 1991, satul Berhomet face parte din raionul Cozmeni al regiunii Cernăuți din cadrul Ucrainei independente. Conform recensământului din 1989, numărul locuitorilor care s-au declarat români plus moldoveni era de 8 (2+6), reprezentând 0,88% din populație . În prezent, satul are 880 locuitori, preponderent ucraineni.

## Populație
1989: 914 (recensământ)
2007: 880 (estimare)

### Recensământul din 1930
Componența etnică a comunei Berhomet pe Prut (județul Cernăuți)
     Ruteni (93,78%)
     Polonezi (1%)
     Evrei (4,18%)
     Altă etnie (1,04%)
Componența confesională a comunei Berhomet pe Prut
     Ortodocși (94,02%)
     Romano-catolici (1,55%)
     Mozaici (4,18%)
     Greco-catolici (0,25%)
Conform recensământului efectuat în 1930, populația comunei Berhomet pe Prut se ridica la 836 locuitori. Majoritatea locuitorilor erau ruteni (93,78%), cu o minoritate de polonezi (1,00%) și una de evrei (4,18%). Alte persoane s-au declarat: români (4 persoane), germani (4 persoane) și maghiari (1 persoană). Din punct de vedere confesional, majoritatea locuitorilor erau ortodocși (94,02%), dar existau și romano-catolici (1,55%), mozaici (4,18%) și greco-catolici (0,25%).

## Personalități
- Moses Rosenkranz (1904 - 2003), poet evreu de limbă germană.

## Obiective turistice
- Biserica de lemn cu hramul "Sf. Nicolae" - construită în anul 1786; are și o clopotniță de lemn din aceeași perioadă [3]